# Plan de dérivation des sources du Jourdain

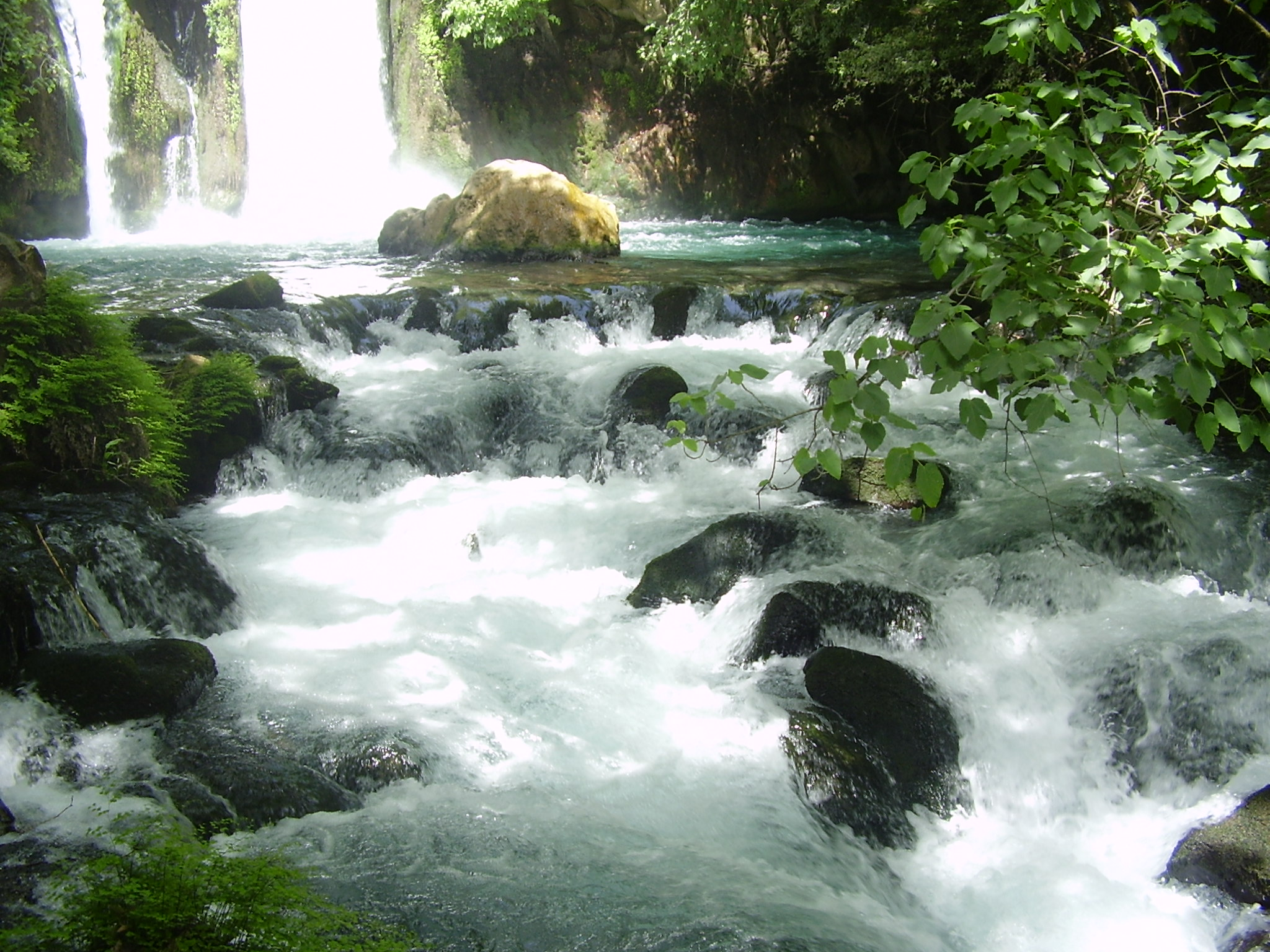
Les chutes du Banias sur le plateau du Golan.

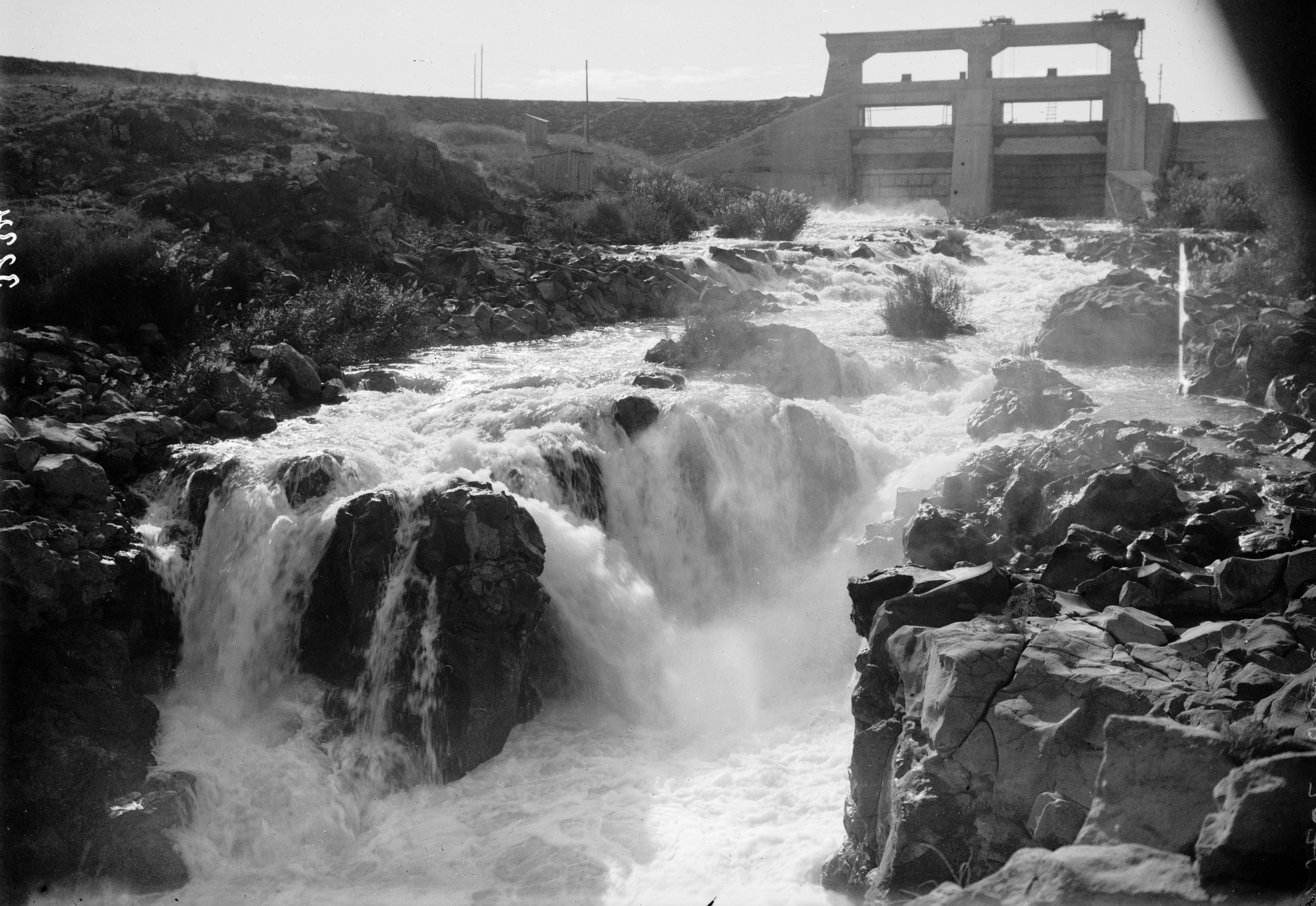
Eaux de crue sortant du réservoir du Yarmouk vers la rivière Yarmouk en 1933.

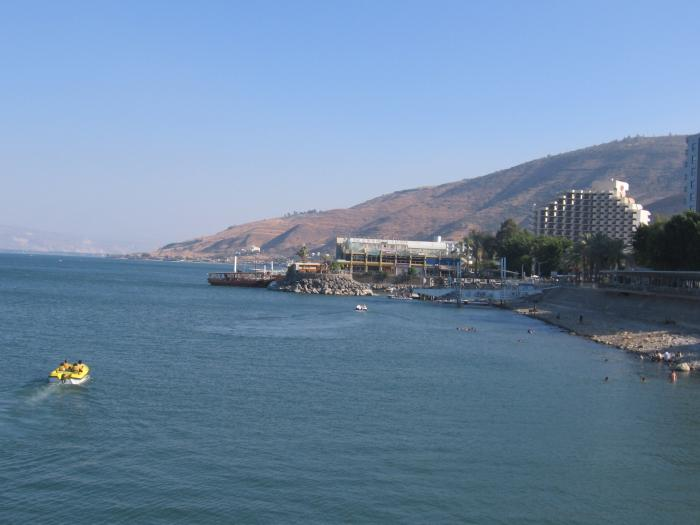
Lac de Tibériade en Israël.

Tracé de l'aqueduc national d'Israël depuis le lac de Tibériade vers le sud du pays.

Le plan de dérivation des sources du Jourdain est un projet élaboré par la Ligue arabe visant à dériver le Hasbani et le Banias, deux affluents du Jourdain, afin qu'ils ne se déversent pas dans le lac de Tibériade. L'objectif de ce plan d’ingénierie hydraulique est de réduire le potentiel de développement d'Israël, dans le contexte du conflit israélo-arabe. En effet, depuis 1953, Israël a lancé un vaste projet d'irrigation, l'aqueduc national d'Israël, visant à transférer les ressources hydriques du nord du pays vers le sud, beaucoup plus aride. Le plan de dérivation est approuvé par la Ligue arabe en 1964 mais des bombardements menés par l'aviation israélienne sur la Syrie en avril 1967 portent un coup d'arrêt au projet.

## Contexte
En 1955, le Plan unifié pour la vallée du Jourdain, dit aussi plan Johnston, voit le jour. Il s'agit d'un plan d'envergure régionale visant à fixer les droits d'usage des différents pays riverains du Jourdain. Ce projet est accepté par les comités techniques d'Israël et de la Ligue arabe. La présentation du plan à la Knesset en juillet 1955 n'aboutit pas à un vote. Le comité arabe approuve le plan en septembre 1955 et le transmet au conseil de la Ligue arabe pour approbation finale. Cette institution choisit de ne pas la ratifier le 11 octobre en raison de son opposition à la reconnaissance d'Israël. Après la  crise du canal de Suez en 1956, les pays arabes, à l'exception de la Jordanie, durcissent considérablement leur position à l'égard d'Israël et s'opposent désormais frontalement au plan, mettant en avant le fait qu'il amplifiera la menace représentée par ce pays en lui permettant de renforcer son économie. Ils assurent aussi que l'accroissement des ressources hydriques d'Israël ne peut qu'augmenter le mouvement de migration des Juifs vers l’État hébreu et ainsi réduire les possibilités de retour des réfugiés palestiniens de la guerre de 1948. Cependant, le président égyptien Nasser assure aux Américains que les pays arabes riverains respecteront leur quota des eaux déterminé par le plan Johnston.  
Israël et la Jordanie poursuivent de leur côté leurs travaux d’ingénierie civile sur le bassin versant du Jourdain. Deux importants chantiers sont achevés. Israël dérive une partie des eaux du lac de Tibériade vers le sud du pays via l'aqueduc national d'Israël construit entre 1955 et 1964 tandis que la Jordanie creuse entre 1955 et 1964 le canal du Ghor oriental qui débute à la confluence entre le Yarmouk et le Jourdain et suit un cours parallèle à cette rivière jusqu'à la mer Morte.

## Plan de dérivation
En 1964, alors que l'aqueduc national israélien est en passe d'être achevé, les pays arabes réunis à l'occasion du sommet de la Ligue arabe votent pour la mise en œuvre d'un plan visant à mettre en échec le projet d'irrigation israélien. Plutôt que de choisir l'option militaire, ils font le choix de dériver les sources du Jourdain de manière à réduire le débit des eaux s'écoulant vers le lac de Tibériade, réservoir à partir duquel l'aqueduc israélien achemine l'eau vers le sud du pays. Deux plans sont étudiés. L'un prévoit la dérivation du Hasbani vers le Litani combinée avec le détournement du Banias vers le Yarmouk. Le second prévoit la dérivation du Hasbani et du Banias vers le Yarmouk. 
C'est cette seconde option qui est choisie. Ce projet est cependant ardu, techniquement difficile et onéreux. Les considérations politiques sont mises en avant pour le justifier,. La Syrie engage les travaux par la construction d'un canal du Banias vers le Yarmouk en 1965 grâce à des financements saoudiens et égyptiens. Une fois achevés, ces travaux auraient permis de transférer l'eau de cette rivière dans un réservoir à Mukhaiba afin d'en réserver l'usage à la Syrie et au Jourdain et empêcher ainsi ce flux d'eau de parvenir jusqu'au lac de Tibériade. Le Liban, où se situe la source du Hasbani, entame aussi des travaux pour diriger ces eaux vers le Banias. L'ensemble de ces travaux, une fois complétés auraient pu réduire la capacité de l'aqueduc national israélien de 35% et réduire les ressources hydriques du pays de 11%. Cela aurait aussi eu pour effet d'augmenter la salinité du lac de Tibériade de 60 ppm.    
Israël, indiquant que ce projet de dérivation constituait une atteinte à ses droits souverains met à profit des incidents frontaliers le long de la zone démilitarisée pour bombarder le projet de dérivation. cette campagne culmine en avril 1967, des frappes aériennes en profondeur à l'intérieur des frontières syriennes sont menées.

## Conséquences
La recrudescence des conflits liés au contrôle des eaux entre les pays arabes et Israël est l'un des facteurs déclencheurs de la guerre des six-jours en 1967.